# Cristiana Chamorro
Cristiana María Chamorro Barrios (Managua, 25 de febrero de 1954) es una periodista y activista nicaragüense. Fue precandidata presidencial en las elecciones generales de Nicaragua de 2021.

## Biografía
Chamorro es hija del director del periódico La Prensa asesinado, Pedro Joaquín Chamorro Cardenal y de la ex presidenta de Nicaragua Violeta Barrios de Chamorro. Su padre, un crítico del régimen de Somoza, fue asesinado en 1978, cambiando la marea de apoyo contra la dictadura,  a partir de ese momento fue llamado popularmente como "Martir de las libertades públicas", título por el que fue designado oficialmente como Héroe Nacional de Nicaragua en 2012. Cristiana se unió a su madre trabajando en su periódico, La Prensa, y a los 35 años ya era editora del periódico.
A partir de 2021, Cristiana Chamorro es vicepresidenta del periódico, el más grande de Nicaragua.
Chamorro también se convirtió en directora de la fundación de libertad de prensa en nombre de su madre. Se desempeñó en esta capacidad hasta 2021, luego de que el gobierno de Daniel Ortega anunció la ley de que todas las fundaciones que reciban fondos de fuera de Nicaragua deberán registrarse como agentes extranjeros. En lugar de aceptar la condición de extranjero, la Fundación Violeta Barrios de Chamorro cesó sus operaciones.
En 2021, se postuló como precandidata a la presidencia, aunque apoya un boleto de oposición unificado para desafiar al presidente Daniel Ortega, quien se postula para un quinto mandato. En mayo, el régimen de Ortega abrió una investigación sobre el trabajo de Chamorro en la Fundación, alegando lavado de dinero.  El día que llamaron a Chamorro para interrogarla, la policía también allanó las oficinas de noticias del canal de medios de su hermano Carlos, así como, confiscar equipo y arrestar a un camarógrafo.

### Arresto arbitrario
El 2 de junio de 2021, fue puesta bajo arresto domiciliario luego de que la policía allanara su hogar, donde tiene prohibido salir al patio, y sus visitas son muy reducidas según los informes.

## Vida personal
Chamorro estuvo casada con Antonio Lacayo, hasta la muerte de éste en un accidente de helicóptero en 2015.